# Phymatoceros
A Phymatoceros a becősmohák törzsén belül a Phymatocerotaceae családba tartozó egyedüli növénynemzetség. A nemzetségbe csak két faj tartozik.

## Jellemzőjük
A nemzetség fajai korábban az Anthoceros, majd Phaeoceros nemzetségbe voltak besorolva. De az eltérő kloroplasztisz, ivarszervi és spóra felépítés miatt külön családba és nemzetségbe sorolták be ezeket a becősmohákat.
- A kloroplasztiszban nincsenek pirenoidok.
- Az antheridialis üregekben csak egy-egy antheridium van (hímivarszerv).
- A spórák éretlenül sárgák, de éretten feketésbarnák lesznek.

## Elterjedés, élőhely
A Phymatoceros fajok Európa mediterrán régiójában, Afrikában, Észak- és Dél-Amerikában élnek.

## Fajok
A nemzetségbe két faj tartozik:
- Phymatoceros bulbiculosus
- Phymatoceros phymatodes